# Campionat de Catalunya de natació - 400 metres lliures
Els 400 metres lliures és una prova del Campionat de Catalunya de natació que es realitza des del 1921 en categoria masculina i des del 1928 en categoria femenina. Se celebrà per primer cop a la quarta edició del Campionat de Catalunya, després que el febrer d'aquell mateix any és constituís oficialment la Federació Catalana de Natació Amateur (FCNA). La federació normalitzà les distàncies de les proves per tal d'homologar-les a nivell internacional i celebrà els campionats en piscines de format regulat.
El primer campió fou Antoni Vila Mayans del CN Barcelona, amb un temps superior als set minuts. L'any 1922, en la següent edició, el vencedor fou Ricard Arruga Liró, també del CN Barcelona, però ja amb un temps inferior als set minuts. Fins a l'any 1931 la prova fou dominada per esportistes del CNB i del CN Atlètic. Ricard Brull Nater (CN Barcelona) guanyà la prova l'any 1927 baixant dels sis minuts. La prova deixà de celebrar-se entre 1932 i 1941, excepte l'any 1939, on guanyà Josep Prats del CNB. L'any 1951 Robert Queralt Alentorn (CN Barcelona) baixà per primer cop dels 5 minuts en un Campionat de Catalunya (4:58.2). Més de 35 anys més tard, Dani Serra, del Montjuïc, guanyà baixant per primer cop dels quatre minuts (3:58.35). El primer campionat femení fou guanyat per Maria Aumacellas Salayet l'any 1928. Quatre anys més tard Carme Soriano i Tresserra guanyà baixant per primer cop dels 7 minuts. L'any 1960 Lidia Camprubí i Barris baixà dels 6 minuts en el seu primer campionat i 12 anys més tard Aurora Chamorro i Gual guanyà amb un temps inferior als 5 minuts.
Fins a l'any 2023 el nedador amb més títols és Robert Queralt Alentorn (8 campionats), seguit de Daniel Serra Verdaguer (6 campionats). En categoria femenina Erika Villaécija i García ha estat campiona en 10 ocasions, seguida per Maria Ballesté i Huguet (6 campionats).

## Historial

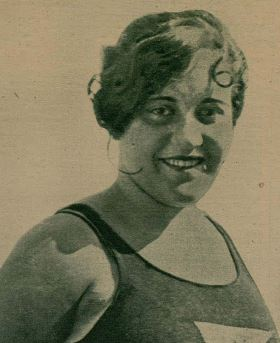
Maria Aumacellas, primera campiona de Catalunya de 400 m lliures (1928). Repetí títol el 1929 i 1931.

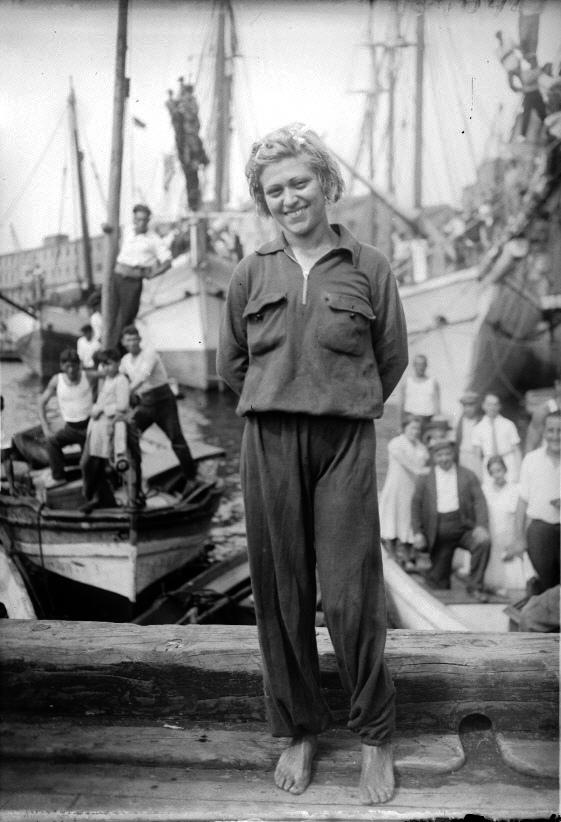
Josefina Torrens i Illas es proclamà campiona de Catalunya l'any 1930.

| Edició                                              | Data    | Competició masculina            | Competició masculina            | Competició masculina            | Competició femenina               | Competició femenina               | Competició femenina               | refs.             |
| Edició                                              | Data    | Campió                          | Club                            | Temps                           | Campiona                          | Club                              | Temps                             | refs.             |
| --------------------------------------------------- | ------- | ------------------------------- | ------------------------------- | ------------------------------- | --------------------------------- | --------------------------------- | --------------------------------- | ----------------- |
| IV                                                  | 1921    | Antoni Vila Mayans              | CN Barcelona                    | 7:20.2                          | la prova femenina començà el 1928 | la prova femenina començà el 1928 | la prova femenina començà el 1928 | [ 2 ] [ 3 ]       |
| V                                                   | 1922    | Ricard Arruga Liró              | CN Barcelona                    | 6:46.1                          | la prova femenina començà el 1928 | la prova femenina començà el 1928 | la prova femenina començà el 1928 | [ 2 ] [ 3 ]       |
| VI                                                  | 1923    | Rafael Domingo                  | CN Athletic                     | 7:06.2                          | la prova femenina començà el 1928 | la prova femenina començà el 1928 | la prova femenina començà el 1928 | [ 2 ] [ 3 ]       |
| VII                                                 | 1924    | Josep M. Puig Bori              | CN Barcelona                    | 6:43.0                          | la prova femenina començà el 1928 | la prova femenina començà el 1928 | la prova femenina començà el 1928 | [ 2 ] [ 3 ]       |
| VIII                                                | 1925    | José Manuel Pinillo             | CN Barcelona                    | 6:18.8                          | la prova femenina començà el 1928 | la prova femenina començà el 1928 | la prova femenina començà el 1928 | [ 2 ] [ 3 ]       |
| IX                                                  | 1926    | Ricard Brull Nater              | CN Barcelona                    | 6:14.2                          | la prova femenina començà el 1928 | la prova femenina començà el 1928 | la prova femenina començà el 1928 | [ 2 ] [ 3 ]       |
| X                                                   | 1927    | Ricard Brull Nater              | CN Barcelona                    | 5:44.2                          | la prova femenina començà el 1928 | la prova femenina començà el 1928 | la prova femenina començà el 1928 | [ 2 ] [ 3 ]       |
| XI                                                  | 1928    | Francesc Segalà                 | CN Barcelona                    | 5:44.1                          | Maria Aumacellas                  | CN Barcelona                      | 7:43.2                            | [ 2 ] [ 3 ]       |
| XII                                                 | 1929    | Sema Palatchi                   | CN Barcelona                    | 5:49.9                          | Maria Aumacellas                  | CN Barcelona                      | 8:11.4                            | [ 2 ] [ 3 ]       |
| XIII                                                | 1930    | Ramon Artigas                   | CN Athletic                     | 6:10.5                          | Josefina Torrens                  | CN Barcelona                      | 7:43.2                            | [ 2 ] [ 3 ]       |
| XIV                                                 | 1931    | Ramon Artigas                   | CN Athletic                     | 5:42.6                          | Maria Aumacellas                  | CN Barcelona                      | 7:32.5                            | [ 2 ] [ 3 ]       |
| XV                                                  | 1932    | no es disputà entre 1932 i 1936 | no es disputà entre 1932 i 1936 | no es disputà entre 1932 i 1936 | Carme Soriano                     | CN Barcelona                      | 6:37.6                            | [ 2 ] [ 3 ]       |
| XVI                                                 | 1933    | no es disputà entre 1932 i 1936 | no es disputà entre 1932 i 1936 | no es disputà entre 1932 i 1936 | Carme Soriano                     | CN Barcelona                      | 6:30.0                            | [ 2 ] [ 3 ]       |
| XVII                                                | 1934    | no es disputà entre 1932 i 1936 | no es disputà entre 1932 i 1936 | no es disputà entre 1932 i 1936 | Carme Soriano                     | CN Barcelona                      | 6:32.2                            | [ 2 ] [ 3 ]       |
| XVIII                                               | 1935    | no es disputà entre 1932 i 1936 | no es disputà entre 1932 i 1936 | no es disputà entre 1932 i 1936 | Carme Soriano                     | CN Barcelona                      | 6:17.4                            | [ 2 ] [ 3 ] [ 4 ] |
| XIX                                                 | 1936    | no es disputà entre 1932 i 1936 | no es disputà entre 1932 i 1936 | no es disputà entre 1932 i 1936 | Carme Soriano                     | CN Barcelona                      | 6:15.0                            | [ 2 ] [ 3 ]       |
| no es disputà entre 1937 i 1938 per la Guerra Civil |         |                                 |                                 |                                 |                                   |                                   |                                   |                   |
| XX                                                  | 1939    | Josep Prats                     | CN Barcelona                    | 5:46.0                          | no es disputà el 1939             | no es disputà el 1939             | no es disputà el 1939             | [ 2 ] [ 3 ]       |
| XXI                                                 | 1940    | no es disputà entre 1940 i 1941 | no es disputà entre 1940 i 1941 | no es disputà entre 1940 i 1941 | Carme Soriano                     | CN Barcelona                      | 6:24.1                            | [ 2 ] [ 3 ]       |
| XXII                                                | 1941    | no es disputà entre 1940 i 1941 | no es disputà entre 1940 i 1941 | no es disputà entre 1940 i 1941 | Carme Soriano                     | CN Barcelona                      | 6:16.8                            | [ 2 ] [ 3 ]       |
| XXIII                                               | 1942    | Jaume Castelltort Godó          | CN Barcelona                    | 5:40.6                          | Mary Bernet                       | CN Barcelona                      | 6:30.6                            | [ 2 ] [ 3 ]       |
| XXIV                                                | 1943    | Jaume Castelltort Godó          | CN Barcelona                    | 5:37.2                          | Mary Bernet                       | CN Barcelona                      | 6:20.0                            | [ 2 ] [ 3 ]       |
| XXV                                                 | 1944    | Josep M. Ponsati Capdevila      | CN Barcelona                    | 5:39.2                          | Mary Bernet                       | Independent                       | 6:23.0                            | [ 2 ] [ 3 ]       |
| XXVI                                                | 1945    | Pere Casòliba Borràs            | CN Catalunya                    | 5:41.0                          | Núria Herrera                     | CN Barcelona                      | 7:04.4                            | [ 2 ] [ 3 ]       |
| XXVII                                               | 1946    | Santiago Esteva Simeón          | CN Reus Ploms                   | 5:38.6                          | Elena Azpelicueta                 | CN Barcelona                      | 6:19.0                            | [ 2 ] [ 3 ]       |
| XXVIII                                              | 1947    | Santiago Esteva Simeón          | CN Reus Ploms                   | 5:30.0                          | Elena Azpelicueta                 | CN Barcelona                      | 6:22.0                            | [ 2 ] [ 3 ]       |
| XXIX                                                | 1948    | Francesc Castillo Caupena       | CN Barcelona                    | 5:37.8                          | Enriqueta Soriano                 | CN Barcelona                      | 6:05.0                            | [ 2 ] [ 3 ]       |
| XXX                                                 | 1949    | Robert Queralt Alentorn         | CN Barcelona                    | 5:12.4                          | Helena Wüst                       | CN Barcelona                      | 6:38.6                            | [ 2 ] [ 3 ]       |
| XXXI                                                | 1950    | Robert Queralt Alentorn         | CN Barcelona                    | 5:02.8                          | Helena Wüst                       | CN Barcelona                      | 6:16.8                            | [ 2 ] [ 3 ]       |
| XXXII                                               | 1951    | Robert Queralt Alentorn         | CN Barcelona                    | 4:58.2                          | Helena Wüst                       | CN Barcelona                      | 6:22.0                            | [ 2 ] [ 3 ]       |
| XXXIII                                              | 1952    | Joan Ll. Abellán Palahí         | CN Barcelona                    | 5:17.0                          | Else Herbolzheimer                | CN Barcelona                      | 6:14.8                            | [ 2 ] [ 3 ]       |
| XXXIV                                               | 1953    | Robert Queralt Alentorn         | CN Barcelona                    | 5:18.8                          | Else Herbolzheimer                | CN Barcelona                      | 6:16.8                            | [ 2 ] [ 3 ]       |
| XXXV                                                | 1954    | Robert Queralt Alentorn         | CN Barcelona                    | 5:10.0                          | Else Herbolzheimer                | CN Barcelona                      | 6:19.6                            | [ 2 ] [ 3 ]       |
| XXXVI                                               | 1955    | Agustí Gumbau Gumbau            | CN Barceloneta                  | 5:08.2                          | María Galindo                     | CN Barcelona                      | 6:17.8                            | [ 2 ] [ 3 ]       |
| XXXVII                                              | 1956    | Robert Queralt Alentorn         | CN Barcelona                    | 5:03.9                          | Carme Santamaría Ansaldo          | CN Barcelona                      | 6:08.7                            | [ 2 ] [ 3 ]       |
| XXXVIII                                             | 1957    | Robert Queralt Alentorn         | CN Barcelona                    | 5:01.2                          | Trinitat Solà                     | CN Vic                            | 6:25.2                            | [ 2 ] [ 3 ]       |
| XXXIX                                               | 1958    | Robert Queralt Alentorn         | CN Barcelona                    | 5:03.8                          | Trinitat Solà                     | CN Vic                            | 6:05.5                            | [ 2 ] [ 3 ]       |
| XL                                                  | 1959    | José Ant. Abadías Finós         | CN Montjuïc                     | 5:06.5                          | Anna M. García Josa               | CN Barcelona                      | 6:01.2                            | [ 2 ] [ 3 ]       |
| XLI                                                 | 1960    | José Ant. Abadías Finós         | CN Montjuïc                     | 4:55.8                          | Lidia Camprubí                    | CN Manresa                        | 5:46.8                            | [ 2 ] [ 3 ]       |
| XLII                                                | 1961    | Miquel Torres                   | CN Sabadell                     | 4:51.7                          | Isabel Castañé                    | CN Sabadell                       | 5:27.1                            | [ 2 ] [ 3 ]       |
| XLIII                                               | 1962    | Joan Fortuny Vidal              | CN Barceloneta                  | 4:39.1                          | Maria Ballesté                    | CN Sabadell                       | 5:26.7                            | [ 2 ] [ 3 ]       |
| XLIV                                                | 1963    | Miquel Torres                   | CN Sabadell                     | 4:30.8                          | Maria Ballesté                    | CN Sabadell                       | 5:14.8                            | [ 2 ] [ 3 ]       |
| XLV                                                 | 1964    | Miquel Torres                   | CN Sabadell                     | 4:33.6                          | Lidia Camprubí                    | CN Manresa                        | 5:20.9                            | [ 2 ] [ 3 ]       |
| XLVI                                                | 1965    | Joan Fortuny Vidal              | CN Barceloneta                  | 4:21.4                          | Maria Ballesté                    | CN Sabadell                       | 5:20.3                            | [ 2 ] [ 3 ]       |
| XLVII                                               | 1966    | Joan Fortuny Vidal              | CN Barceloneta                  | 4:21.1                          | Maria Ballesté                    | CN Sabadell                       | 5:07.8                            | [ 2 ] [ 3 ]       |
| XLVIII                                              | 1967    | Antoni Corell Fornet            | CN Barcelona                    | 4:25.9                          | Maria Ballesté                    | CN Sabadell                       | 5:10.7                            | [ 2 ] [ 3 ]       |
| XLIX                                                | 1968    | Antoni Corell Fornet            | CN Barcelona                    | 4:23.3                          | Maria Ballesté                    | CN Sabadell                       | 5:09.5                            | [ 2 ] [ 3 ]       |
| L                                                   | 1969    | Santiago Esteva                 | CN Sabadell                     | 4:17.9                          | Clara Ortuño Tena                 | CN Sabadell                       | 5:10.2                            | [ 2 ] [ 3 ]       |
| LI                                                  | 1970    | Santiago Esteva                 | CN Sabadell                     | 4:16.4                          | Isabel Ortega Miquel              | CN Sabadell                       | 5:02.7                            | [ 2 ] [ 3 ]       |
| LII                                                 | 1971    | Santiago Esteva                 | CN Sabadell                     | 4:18.8                          | Elvira Mallafré                   | CN Sabadell                       | 5:05.4                            | [ 2 ] [ 3 ]       |
| LIII                                                | 1972    | Antoni Corell Fornet            | CN Barcelona                    | 4:19.5                          | Aurora Chamorro                   | CN Poble Nou                      | 4:53.7                            | [ 2 ] [ 3 ]       |
| LIV                                                 | 1973    | Josep Bas Molina                | CN Montjuïc                     | 4:21.2                          | Montserrat Artigas Arco           | CN Montjuïc                       | 4:53.7                            | [ 2 ] [ 3 ]       |
| LV                                                  | 1974    | Josep Bas Molina                | CN Montjuïc                     | 4:16.2                          | Montserrat Artigas Arco           | CN Montjuïc                       | 4:52.3                            | [ 2 ] [ 3 ]       |
| LVI                                                 | 1975    | Pere Estrany Calvín             | CN Barcelona                    | 4:27.2                          | Montserrat Artigas Arco           | CN Barcelona                      | 4:43.7                            | [ 2 ] [ 3 ]       |
| LVII                                                | 1976    | Antoni Castelló Auqué           | CN Reus Ploms                   | 4:19.3                          | Lídia Larrosa                     | CN Sabadell                       | 4:41.3                            | [ 2 ] [ 3 ]       |
| LVIII                                               | 1977    | Josep Montserrat Àvila          | CN Sabadell                     | 4:20.1                          | Cristina Meschede Garcia          | CN Terrassa                       | 4:35.9                            | [ 2 ] [ 3 ]       |
| LIX                                                 | 1978    | Francisco Buerbaum              | CN Sabadell                     | 4:18.1                          | Cristina Meschede Garcia          | CN Terrassa                       | 4:35.3                            | [ 2 ] [ 3 ]       |
| LX                                                  | 1979    | Joan Carles Arce Sáez           | CN Tarraco                      | 4:18.2                          | Natàlia Mas                       | CN Terrassa                       | 4:31.2                            | [ 2 ] [ 3 ]       |
| LXI                                                 | 1980    | Joan Carles Arce Sáez           | CN Barcelona                    | 4:14.09                         | Maria Pilar Barceló               | CN Barcelona                      | 4:39.8                            | [ 2 ] [ 3 ]       |
| LXII                                                | 1981    | Xavier Torrallardona            | CN Sabadell                     | 4:12.70                         | Natàlia Mas                       | CN Terrassa                       | 4:36.39                           | [ 2 ] [ 3 ]       |
| LXIII                                               | 1982    | Xavier Miralpeix Silvestre      | CN Montjuïc                     | 4:06.4                          | Cristina Gilberte López           | CN Montjuïc                       | 4:36.0                            | [ 2 ] [ 3 ]       |
| LXIV                                                | 1983    | Xavier Torrallardona            | CN Sabadell                     | 4:06.7                          | Montserrat Subirana               | CN Sant Feliu                     | 4:39.8                            | [ 2 ] [ 3 ]       |
| LXV                                                 | 1984    | Xavier Torrallardona            | CN Sabadell                     | 4:07.84                         | Teresa Garcia Colomé              | CN Catalunya                      | 4:34.82                           | [ 2 ] [ 3 ]       |
| LXVI                                                | 1985    | Joan Enric Escalas              | CN Montjuïc                     | 4:05.92                         | Yolanda Salvador Nicolás          | CN Hospitalet                     | 4:36.77                           | [ 2 ] [ 3 ]       |
| LXVII                                               | 1986    | Daniel Serra                    | CN Montjuïc                     | 4:05.14                         | Yolanda Salvador Nicolás          | CN Hospitalet                     | 4:34.60                           | [ 2 ] [ 3 ]       |
| LXVIII                                              | 1986-87 | Daniel Serra                    | CN Montjuïc                     | 4:04.34                         | Sònia Astola                      | CN Sallent                        | 4:29.03                           | [ 2 ] [ 3 ]       |
| LXIX                                                | 1987-88 | Daniel Serra                    | CN Montjuïc                     | 3:58.35                         | Eva Basullas Vázquez              | CN Manresa                        | 4:28.12                           | [ 2 ] [ 3 ]       |
| LXX                                                 | 1988-89 | Daniel Serra                    | CN Montjuïc                     | 4:01.32                         | Sònia Astola                      | CN Sallent                        | 4:28.72                           | [ 2 ] [ 3 ]       |
| LXXI                                                | 1989-90 | Daniel Serra                    | CN Catalunya                    | 4:03.33                         | Anna M. Viñals Rojas              | CN Sabadell                       | 4:27.91                           | [ 2 ] [ 3 ]       |
| LXXII                                               | 1990-91 | Mariano Jiménez Tahoces         | CN Sabadell                     | 4:04.38                         | Núria Castelló                    | CN Barcelona                      | 4:23.92                           | [ 2 ] [ 3 ]       |
| LXXIII                                              | 1991-92 | David Meca                      | CN Sabadell                     | 4:02.87                         | Eva Montes Parra                  | CN Igualada                       | 4:27.84                           | [ 2 ] [ 3 ]       |
| LXXIV                                               | 1992-93 | Daniel Serra                    | CN Catalunya                    | 4:01.33                         | Núria Castelló                    | CE Mediterrani                    | 4:28.35                           | [ 2 ] [ 3 ]       |
| LXXV                                                | 1993-94 | David Meca                      | CN Sabadell                     | 4:01.17                         | Silvia Soronellas                 | CN Sabadell                       | 4:28.38                           | [ 2 ] [ 3 ]       |
| LXXVI                                               | 1994-95 | Ignacio Díez Campo              | CN Sabadell                     | 4:06.36                         | Sarai Justes Ortiz                | CE Mediterrani                    | 4:21.62                           | [ 2 ] [ 3 ]       |
| LXXVII                                              | 1995-96 | David Meca                      | CN Sabadell                     | 4:02.78                         | Silvia Soronellas                 | CN Sabadell                       | 4:25.48                           | [ 2 ] [ 3 ]       |
| LXXVIII                                             | 1996-97 | David Meca                      | CN Sabadell                     | 4:05.44                         | Silvia Soronellas                 | CN Sabadell                       | 4:25.99                           | [ 2 ] [ 3 ]       |
| LXXIX                                               | 1997-98 | Sergi Roure Cuspinera           | CN Catalunya                    | 4:04.78                         | Laura Roca                        | CN Terrassa                       | 4:26.14                           | [ 2 ] [ 3 ]       |
| LXXX                                                | 1998-99 | Sergi Roure Cuspinera           | CN Catalunya                    | 4:04.63                         | Elisabeth Homet Sabata            | CN Sabadell                       | 4:27.57                           | [ 2 ] [ 3 ]       |
| LXXXI                                               | 1999-00 | Joan Serra Casals               | CE Mediterrani                  | 4:04.35                         | Lidia Elizalde González           | CN Sabadell                       | 4:22.86                           | [ 2 ] [ 3 ]       |
| LXXXII                                              | 2000-01 | Jordi Jou Ventulà               | CN Sant Andreu                  | 4:02.90                         | Erika Villaécija                  | CN Hospitalet                     | 4:28.08                           | [ 2 ] [ 3 ]       |
| LXXXIII                                             | 2001-02 | Javier Núñez Molano             | CN Sabadell                     | 3:55.02                         | Erika Villaécija                  | CN Hospitalet                     | 4:14.08                           | [ 2 ] [ 3 ]       |
| LXXXIV                                              | 2002-03 | Olaf Wildeboer                  | CN Sabadell                     | 3:58.19                         | Lidia Elizalde González           | CN Sabadell                       | 4:24.36                           | [ 2 ] [ 3 ]       |
| LXXXV                                               | 2003-04 | Olaf Wildeboer                  | CN Sabadell                     | 3:57.09                         | Melissa Caballero                 | CN Sabadell                       | 4:15.08                           | [ 2 ] [ 3 ]       |
| LXXXVI                                              | 2004-05 | Javier Núñez Molano             | CN Sabadell                     | 3:57.36                         | Erika Villaécija                  | CN Hospitalet                     | 4:14.49                           | [ 2 ] [ 3 ]       |
| LXXXVII                                             | 2005-06 | Javier Núñez Molano             | CN Sabadell                     | 3:57.40                         | Erika Villaécija                  | CN Hospitalet                     | 4:15.66                           | [ 2 ] [ 3 ]       |
| LXXXVIII                                            | 2006-07 | Albert Medrano Arjona           | CN Sabadell                     | 4:03.92                         | Erika Villaécija                  | CN Hospitalet                     | 4:13.55                           | [ 2 ] [ 3 ]       |
| LXXXIX                                              | 2007-08 | Eloi Saumell Montserrat         | CN Sabadell                     | 3:59.34                         | Arantxa Ramos Plasencia           | CN Sabadell                       | 4:15.05                           | [ 2 ] [ 3 ]       |
| XC                                                  | 2008-09 | Adrià González Diánez           | CN Sant Andreu                  | 4:02.43                         | Erika Villaécija                  | CN Sant Andreu                    | 4:10.27                           | [ 2 ] [ 3 ]       |
| XCI                                                 | 2009-10 | Alberto Vera Ortiz              | CN Barcelona                    | 4:06.66                         | Erika Villaécija                  | CN Sant Andreu                    | 4:18.44                           | [ 2 ] [ 3 ]       |
| XCII                                                | 2010-11 | Albert Puig Garrich             | CN Terrassa                     | 4:04.78                         | Erika Villaécija                  | CN Sant Andreu                    | 4:20.05                           | [ 2 ] [ 3 ]       |
| XCIII                                               | 2011-12 | Àlex Sánchez García             | CN Sabadell                     | 4:00.49                         | Mireia Belmonte                   | CN Sabadell                       | 4:07.10                           | [ 2 ] [ 3 ]       |
| XCIV                                                | 2012-13 | Víctor Goicoechea               | CN Sant Andreu                  | 3:57.49                         | Erika Villaécija                  | CN Sant Andreu                    | 4:18.95                           | [ 2 ] [ 3 ]       |
| XCV                                                 | 2013-14 | Miguel Durán Navia              | CN Sabadell                     | 3:58.51                         | Laura Rodríguez Cao               | CN Sabadell                       | 4:23.06                           | [ 2 ] [ 3 ]       |
| XCVI                                                | 2014-15 | Miguel Durán Navia              | CN Sabadell                     | 3:54.15                         | Judit Ignacio                     | CN Sabadell                       | 4:25.24                           | [ 2 ] [ 3 ]       |
| XCVII                                               | 2015-16 | Joan Casanovas Skoubo           | CN Sabadell                     | 3:55.31                         | Erika Villaécija                  | CN Sabadell                       | 4:18.40                           | [ 2 ] [ 3 ]       |
| XCVIII                                              | 2016-17 | Marc Sánchez Torrens            | CN Sabadell                     | 3:56.03                         | Judith Navarro Silvestre          | CN Sant Andreu                    | 4:18.54                           | [ 2 ] [ 3 ]       |
| XCIX                                                | 2017-18 | Antonio Arroyo Pérez            | CE Mediterrani                  | 4:00.09                         | Judith Navarro Silvestre          | CN Sant Andreu                    | 4:17.13                           | [ 2 ] [ 3 ]       |
| C                                                   | 2018-19 | Miguel Durán Navia              | CN Terrassa                     | 3:54.47                         | Melani Costa                      | CN Terrassa                       | 4:19.69                           | [ 2 ] [ 3 ]       |
| CI                                                  | 2019-20 | Miguel Durán Navia              | CN Terrassa                     | 3:52.67                         | Paula Juste Sánchez               | CN Lleida                         | 4:16.78                           | [ 2 ] [ 3 ]       |
| CII                                                 | 2020-21 | Miguel Durán Navia              | CN Terrassa                     | 3:57.73                         | Aina Oliván Mercader              | CN Sabadell                       | 4:19.10                           | [ 2 ] [ 3 ]       |
| CIII                                                | 2021-22 | Ferran Siré Figueras            | CN Terrassa                     | 3:57.04                         | Marina Garcia                     | CN Sabadell                       | 4:20.39                           | [ 2 ] [ 3 ]       |
| CIV                                                 | 2022-23 | Albert Escrits Mañosa           | CN Sant Andreu                  | 3:55.50                         | Clàudia Giralt Pidemont           | CN Hospitalet                     | 4:26.17                           | [ 2 ] [ 3 ]       |